# 吉野秀
吉野 秀（よしの すぐる、1963年2月18日 - ）は作家、ビジネス・プロデューサー。

## 人物・来歴
『現代日本執筆者大事典』第三巻・P677)。
就職情報誌『日経アドレ』をはじめ、6誌で編集長を務める。
独立後は作家、出版プロデューサー、講演講師、個人ブランディング(受験対策人などでも活動)。
著書に、『言い訳の天才』(すばる舎)、『できる人の「書きかた」「話しかた」』(ソフトバンク・クリエイティブ。ハングル語版あり)、『お客さま! そういう理屈は通りません』(KKベストセラーズ。8刷)、『上手な言いわけ ダメな言いわけ』(マガジンハウス)など編著書は計55冊
主なテレビ・ラジオ出演番組に、『笑っていいとも！』(曜日のコーナー・レギュラー)、『V6 新知識階級クマグス』、『5時に夢中!』『生島ヒロシの「おはよう一直線」』。関西テレビ『村上マヨネーズの「突っ込ませていただきます」』など。
主な新聞・雑誌掲載は『日経トップリーダー』や『ＳＰＡ！』、『プレジデント』、『読売新聞』など。
2005年7月に自著『言い訳の天才』が上梓されたのを機に、2006年1月よりフジテレビのバラエティ番組「笑っていいとも!」の1コーナーにレギュラー出演(同年3月まで)。当初は他の出演者より「番長」と呼ばれ親しまれていたが、その特徴的なヘアスタイルと顔立ちから、司会の森田一義(タモリ)に「漢字の『風』という字に似ている」と言われた上に似顔を描かれ、コーナーの名物となっていた(他に「閣下」「元締め」などとも呼ばれていたらしい)

## 編集歴
- 主婦向け生活情報誌「ショッピング」(日経ホーム出版社) 編集記者
- 流行情報誌「日経トレンディ」(日経ホーム出版社) 編集記者
- 大学生向け就職情報誌「日経アドレ」(日経ホーム出版社) 編集記者・編集長
- 女性向けマネー誌「セルヴァ」(エニックス) 編集長
- 物流専門誌「ロジスティクス・ジャーナル」(輸送経済新聞社) 編集長
- IR情報誌「ナスダック・ジャパン・マガジン」(ディジット) 編集長
- 環境フリーペーパー「エコード」(日本環境総研) 編集長
- 中小企業経営者向け月刊誌「THE TAISHI」(アールイーピー) エグゼクティブプロデューサー・編集長

## 著書
- 「就職活動のマル新ルール・マル超ルール」(2000年6月・エール出版) ISBN 4753919757
- 「就活パスワード55+5」(2003年10月・新風舎) ISBN 479743435X
- 「1時間でわかる!オトナの対人マニュアル」(2004年10月・メディアックス) ISBN 4896135830
- 「言い訳の天才」(2005年7月・すばる舎) ISBN 4883994406
- 「言い訳がよい訳」(2007年1月・桃園書房) ISBN 9784807805679
- 「できる人の「書きかた」「話しかた」」(2007年4月・ソフトバンククリエイティブ) ISBN 9784797341171
- 「クレーマー・シンドローム」(2007年10月・サンガ) ISBN 9784901679572
- 「モンペ襲来！」(2008年2月・ソニー・マガジンズ) ISBN 9784789732543
- 「お客さま！そういう理屈は通りません」(2008年5月・ベストセラーズ) ISBN 9784584121887
- 「プロ野球名選手列伝」(2008年6月・ソニー・マガジンズ) ISBN 9784789732970
- 「騙されるな！偽装する日本語90」(2008年12月・ゴマブックス) ISBN 9784777151028
- 「お客さん、そんな要求は犯罪ですよ！」(2009年6月・コアマガジン) ISBN 9784862526557
- 「とっさの一言が思いどおりに出る！「切り返し」の技術」(2009年7月・あさ出版) ISBN 9784860633509
- 「賢いネズミは猫をなだめる」(2009年9月・TAC出版) ISBN  9784813233091

## テレビ出演
- 「森田一義アワー 笑っていいとも!」 (フジテレビ) 木曜日・「口八丁手八丁いいわけ番長」コーナー(2006年1月‐2006年3月)
- 「新知識階級クマグス」「ヴァンガ道」「村上マヨネーズの『突っ込ませていただきます』」「5時に夢中 !」(～2017年)